# اندرو فرانسیس بارنارد
اندرو فرانسیس بارنارد (انگلیسی: Andrew Barnard؛ ۱۷۷۳ – ۱۷ ژانویه ۱۸۵۵) پرسنل نظامی اهل پادشاهی بریتانیای کبیر بود.